# Skedamarant
Skedamarant (Amaranthus blitoides) är en växt tillhörande amarantsläktet. 